# Diosa de Ansenuza
Ansenuza o conocida como Diosa de Ansenuza, es una deidad de la cultura sanavirón. Tiene atributos de curación.

## Leyenda
La leyenda cuenta que Ansenuza era una diosa muy hermosa que habitaba en su palacio de cristal del Mar de Ansenuza (Nombre indígena de la Mar Chiquita). Pero era una diosa cruel y egoísta, pues la única ofrenda que la volvía propicia era el primer amor de los mancebos. Un día vio en la costa del lago (que en ese entonces era de agua dulce), un príncipe indio malherido en la guerra. Su primera reacción fue atacar al intruso y destruirlo, pero al percatarse de su inmovilidad, se acercó lentamente a él. El fuerte cuerpo del príncipe indicaba claramente que era un guerrero, pero se encontraba gravemente herido, tendido en un sueño de agonía y muerte. 
Ansenuza sintió como su corazón comenzaba a latir con mayor fuerza y por primera vez se enamoró perdidamente. Pero pronto sucumbió a la desesperación el comprender el destino de su amado, ya que no podría salvarle la vida y entonces comenzó a llorar. Sus lágrimas cayeron en torrente y bañaron el cuerpo del hombre muerto. Tanto lloró que sus lágrimas tornaron saladas las aguas de la laguna. 
Un trueno, como un largo lamento, estremeció el cielo y las nubes lloraron con su diosa. El mar se convirtió en un furioso caos durante un día y una noche. Al amanecer, el joven se encontró en la playa. Sus heridas habían cicatrizado y al abrir los ojos, vio la increíble transformación que se había obrado en la naturaleza.

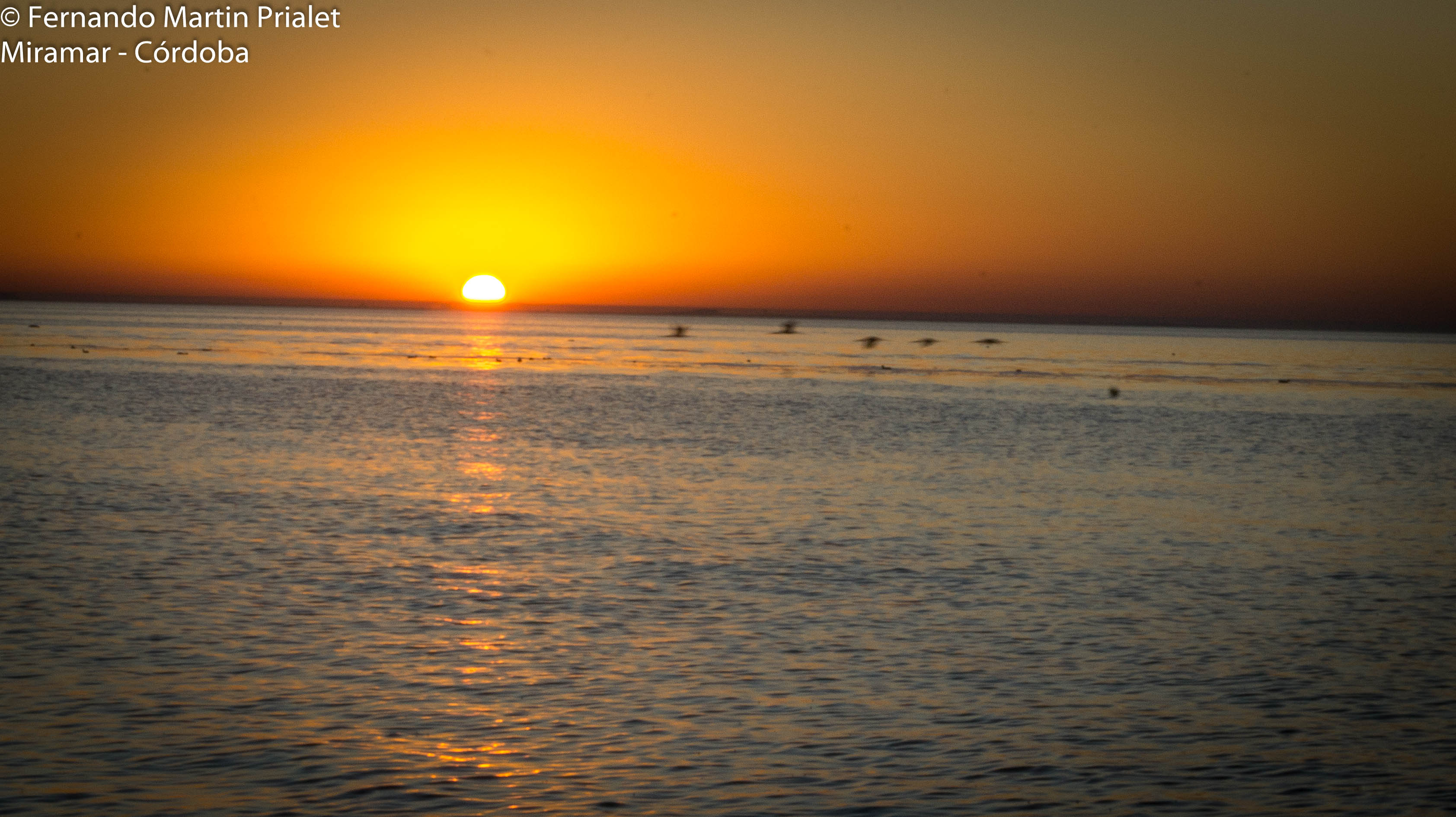
Mar de Ansenuza

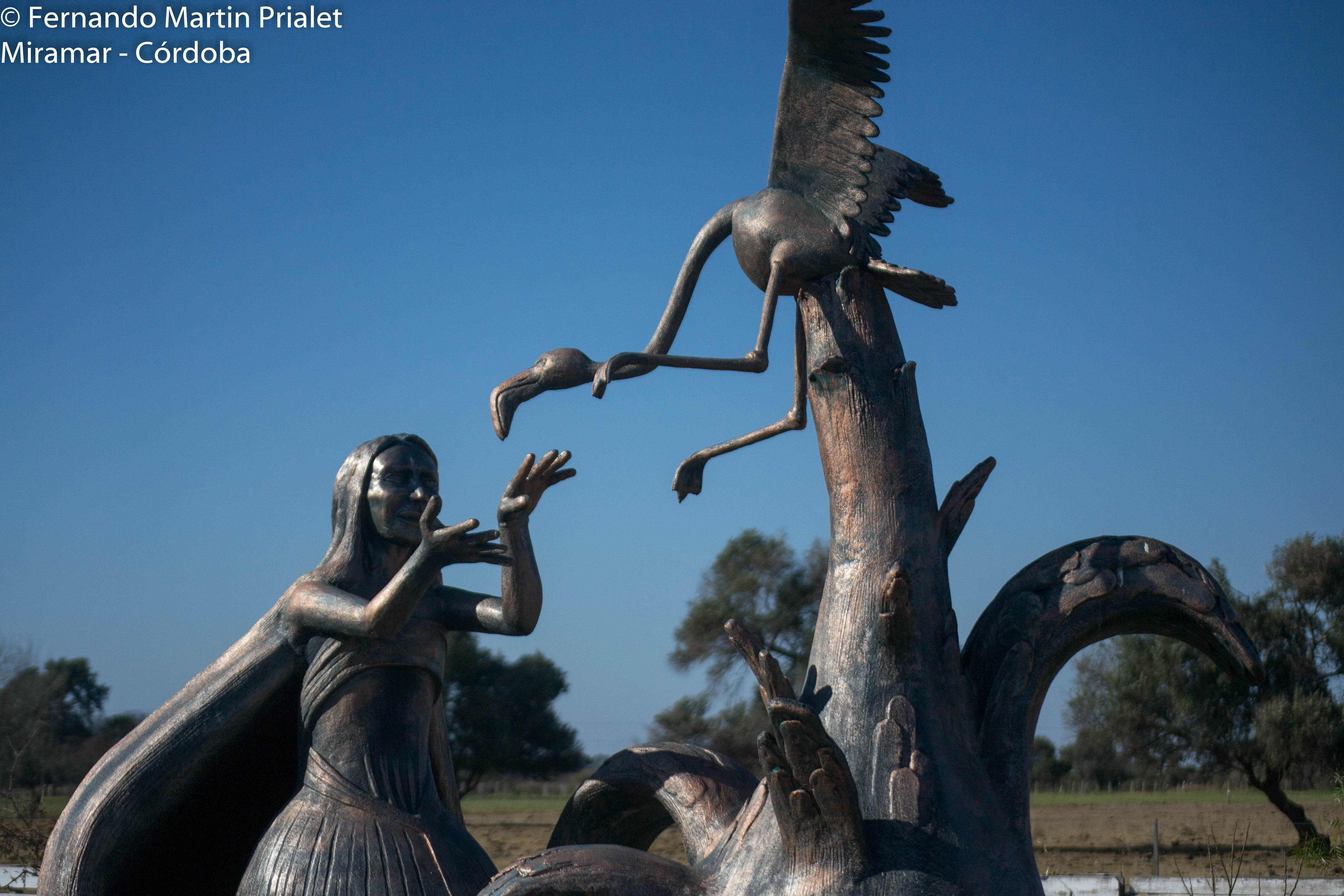
Estatua de la Diosa Ansenuza

La playa era blanca y las aguas se habían vuelto turbias y saladas. Atónito el joven, recordó a la hermosa mujer que la acariciaba cuando se le iban cerrando los ojos. Ahora se sentía sano. Comenzó a avanzar por el agua, alejándose cada vez más de la costa. Cuando el agua cubrió su cintura comenzó a nadar. Era como si unos brazos femeninos, con dulzura, penetrándole por la piel bronceada, le acariciaban el alma. Fue entonces cuando supo que su amada estaba allí presente. Las nubes, testigos de aquél gran amor, imploraron al sol para que uniera sus almas de alguna manera, y fue entonces cuando el joven guerrero se convirtió en un elegante flamenco que desde entonces custodia como un fiel guardián las aguas curativas y amorosas del Mar de Ansenuza.

## En la cultura popular
En la localidad de Miramar, existe una estatua en tributo a la diosa de Ansenuza creada por Marcelo Montes Pacheco, en un espacio privado llamado "Eres Leyenda"